# Scudder Klyce
Scudder Klyce (* 7. November 1879 in Friendship, Tennessee; † 28. Januar 1933 in Winchester, Massachusetts) war ein US-amerikanischer Philosoph, Wissenschaftler und Marineoffizier. Berühmt wurde er für sein Werk Universe, das den Versuch unternahm das gesammelte Wissen der Menschheit in einem einzigen Buch zu sammeln und eine Lösung für sämtliche Menschheitsprobleme anzubieten.

## Leben
Klyce studierte an der University of Arkansas. In seiner Jugend nahm er am Spanisch-Amerikanischen Krieg und an der Philippinischen Kampagne teil. 1902 graduierte er an der United States Naval Academy, wo er später noch eine Post-Graduierten-Arbeit über Ingenieurswesen einreichte. 1908 heiratete er Etheldreda Hovey († 1917). Aus der Ehe ging ein Sohn, Stephen Klyce, hervor. Aus seiner zweiten, 1917 geschlossenen Ehe, mit Laura Tilden Kent gingen die Kinder William Klyce und Dorothy Klyce hervor.
Am 2. Mai 1907 wurde Klyce zum Commanding lt. der US-Navy ernannt. Am 15. Februar 1912 nahm er seinen Abschied, um sich der Untersuchung der Grundlagen der Wissenschaft („investigation of foundations of science“) zu widmen.

## Nachlass
Klyces Nachlass wurde 1933 von seiner Witwe an die Library of Congress übergeben, wo er noch heute einsehbar ist. Er umfasst 16 Kisten mit 4800 Items und befindet sich in der Manuscript Division der Kongressbibliothek im James Madison Building in der First Street and Independence Avenue, Washington DC 20540.
Der Nachlass umfasst veröffentlichte wie nicht veröffentlichte Skripte und Zeitschriftenartikel sowie Klyces Korrespondenz mit Zeitgenossen wie Robert Daniel Carmichael, James McKeen Cattell, Clarence Day, John Dewey, Waldo Frank, Dorothy Canfield Fisher, David Starr Jordan, Robert Andrews Taylor, Theodore William Richards, William Emerson Ritter und Upton Sinclair.

## Klyces philosophisches Werk
Als Klyces Hauptwerk gilt das Buch Universe das er erstmals 1921 im Selbstverlag veröffentlichte. Universe erlangte schnell den Status eines Kultbuches und eines Geheimtipps (von der Erstauflage existieren nur 1000 Bände) den es bis heute innehat. Seinen Status verdankt das Buch der ihm anhaftenden eigentümlichen Diskrepanz enormer Bekanntheit in philosophischen und intellektuellen Kreisen bei gleichzeitiger weitgehender Ungelesenheit (aufgrund geringer Verbreitung).
Universe erhebt den Anspruch alle Probleme bezügliches des „Warum, Wie und Was“ in Wissenschaft, Religion und Philosophie zu lösen. Themen mit denen sich das Buch befasst sind u. a. Astronomie, Licht, Elektrizität, Hitze, Chemie, die spirituelle Vereinigung der Geisteswissenschaften, die Unzutreffendheit der Newton’schen Gesetze, Biologie, Psychologie, die Wechselbeziehung von Ethik und Wirtschaft, Soziologie, die verschiedenen Sprachtheorien im Verhältnis zur Physik, Kosmologie, Energie, Materie.
Klyces zweites Werk „Sins of Science“ erschien 1923. In ihm geht Klyce den Grundlagen von Wissenschaft und Religion noch einmal gesondert nach: Hauptanliegen des Buches ist es zu zeigen, wie es dem Menschen möglich sein soll, im Leben Glück und Erfolg zu erlangen.

## Werke
- Universe, 1921. (mit drei Einleitungen von David Starr Jordan, John Dewey und Morris Llewellyn Cooke)
- Sins of Science, 1925.
- Dewey's Suppressed Psychology, 1928. (Korrespondenz mit John Dewey)

| Personendaten    | Personendaten                                                   |
| ---------------- | --------------------------------------------------------------- |
| NAME             | Klyce, Scudder                                                  |
| KURZBESCHREIBUNG | US-amerikanischer Philosoph, Wissenschaftler und Marineoffizier |
| GEBURTSDATUM     | 7. November 1879                                                |
| GEBURTSORT       | Friendship, Tennessee                                           |
| STERBEDATUM      | 28. Januar 1933                                                 |
| STERBEORT        | Winchester, Massachusetts                                       |